# أنطون سعادة
أنطون سعادة (1 مارس 1904 - 8 يوليو 1949) مفكِّر قومي وسياسي لبناني، ومؤسس الحزب السوري القومي الاجتماعي عام 1932، وهي حركة قومية عربية تبنت فكرة وحدة سوريا الكبرى. اشتَهَر بتوجهاته الفكرية القومية التي تدعو إلى بناء "الأمَّة السورية" التي تشمل بلاد الشام (سورية، ولبنان، والأردن، وفلسطين)، والعراق. والده الدكتور خليل سعادة، وزوجته جوليات المير سعادة.

## ولادته ونشأته
وُلد أنطون بن خليل سعادة في بلدة الشوير في جبل لبنان، يوم الثلاثاء 14 ذي الحِجَّة 1321هـ الموافق أول مارس (آذار) 1904م، ونشأ في كنف والده الطبيب والكاتب والناشط السياسي خليل سعادة، ووالدته نايفة نصير خنيصر.   
تلقَّى علومه الأولى في مدرسة الفرير في القاهرة، وبعد وفاة والدته عاد إلى الوطن ليعيش في كنف جدَّته، وكان والده قد سافر للعمل في الأرجنتين. وأكمل علومه في مدرسة برمانا. عام 1919 هاجر مع إخوته إلى الولايات المتحدة الأميركية وهناك عمل عدَّة أشهر في محطَّة للقطارات، ثم انتقل إلى البرازيل حيث المقرُّ الجديد لعمل والده.
في البرازيل أقبل على نهَل العلوم بمواظبة واهتمام على يد أبيه، وانكبَّ على دراسة اللغات بجهد شخصي (البرتغالية، والألمانية، والروسية). ثم اتجهت قراءاته إلى الفلسفة والتاريخ وعلم الاجتماع والسياسة. وما لبث أن شارك والده في إصدار جريدة الجريدة، ثم مجلة المجلة.
ظهرت كتاباته الأولى عندما كان في الثامنة عشرة. ونشر في عامي 1922 و1923 عدَّة مقالات طالب فيها بإنهاء الاحتلال الفرنسي واستقلال سوريا، واستشرف مشروع الحركة الصِّهْيَونية وخطره على سوريا الطبيعية، رابطًا بين وعد بلفور بوطن قومي لليهود في فلسطين واتفاقية سايكس بيكو التي قسَّمت سوريا الطبيعية إلى خمس كِيانات.
حاول عام 1925 إنشاء حزب لتوحيد أبناء الجالية السورية في البرازيل باسم «الشبيبة الفدائية السورية»، لكنه لم يُلاقِ نجاحًا، وأعاد المحاولة عام 1927 فأسس «حزب السوريين الأحرار»، الذي توقف نشاطه بعد ثلاث سنوات.
إثر توقف مجلة المجلة عن الصدور عام 1928 انصرف أنطون سعادة إلى التعليم في بعض المعاهد السورية في ساو باولو، وشارك في بعض اللجان التربوية التي أقامتها الحكومة البرازيلية للإشراف على تطوير المناهج التعليمية، وفي هذه الحِقْبة كتب رواية «فاجعة حب» التي نُشرت فيما بعد في بيروت، وفي صيف 1931 أصدر روايته الثانية «سيدة صيدنايا».

## مؤلفاته
1. نشوء الأمم: كتاب ألفه أنطون سعادة في أصول نشوء الأمة وتكوينها، يعد من أهم المؤلفات باللغة العربية عن علم الاجتماع في بدايات القرن العشرين بعد انقطاع التراث العربي في هذا المجال بعد مؤلفات ابن خلدون.
2. المحاضرات العشر: كتاب شرح فيه المفاهيم الموسعة لمبادئ الحزب السوري القومي الاجتماعي.
3. الصراع الفكري في الأدب السوري
4. الإسلام في رسالتيه: المسيحية والمحمدية. مجموعة مقالات وردود لأنطون سعادة جمعت في كتاب شرح فيه موقف الحزب السوري القومي الاجتماعي من الدين. (انظر الرابط)
5. الكثير من المقالات والخطب والمراسلات جُمعت كلها وصدرت بعنوان «الأعمال الكاملة لأنطون سعادة».

## بواكير فكرة القومية السورية
في تموز 1930 عاد أنطون سعادة إلى الوطن من البرازيل، وبعد إقامة قصيرة في ضهور الشوير سافر إلى دمشق لدراسة إمكانية العمل السياسي فيها، كونها العاصمة التاريخية لسوريا ومركز المعارضة السياسية للانتداب الفرنسي، فمارس التعليم لتأمين رزقه، وكتب سلسلة من المقالات في الصحف الدمشقية «اليوم، القبس، ألف باء»، لكنه سرعان ما عاد إلى بيروت (1931) وبدأ بإعطاء دروس من خارج الملاك في اللغة الألمانية في الجامعة الأميركية في بيروت. وقد أتاح له التدريس ساحة واسعة للحوار الفكري مع الطلبة والوسط الثقافي، إضافة إلى منابر فكرية أتاحتها له عدة جمعيات ثقافية في بيروت، منها: العروة الوثقى - جمعية الاجتهاد الروحي للشبيبة - «النادي الفلسطيني». وقد حفلت هذه المحاضرات ببواكير فكرة القومي الاجتماعي في مرحلة ما قبل إعلان الحزب، وهو ما تمخض عنه فيما بعد العقيدة القومية الاجتماعية، المنهج الفكري للحزب السوري القومي الاجتماعي الذي أسسه في 16 تشرين الثاني 1932، وكان حزباً سرياً بسبب الظروف الصعبة الناجمة عن الانتداب الفرنسي على سوريا الشمالية (لبنان وسوريا).

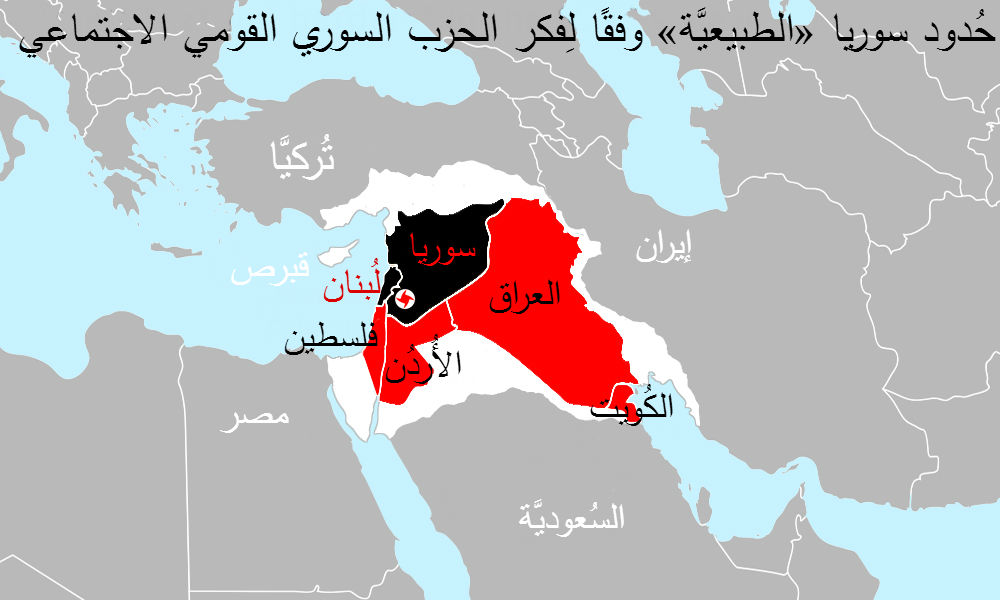
الوطن السوري كما يراه الحزب السوري القومي الاجتماعي

في عام 1933 أعـاد أنطون سعادة إصدار مجلة «المجلة» في بيروت لتُسهِمَ في توضيح أسس النهضة السورية القومية الاجتماعية التي طرحها، وعلى صفحاتها ظهرت في المشرق العربي، ولأول مرة، دراسات تحليلية لموضوع «الأمة» استناداً إلى علم الاجتماع الحديث، وبرؤية مستقلة عن نظريات الغرب التي فلسفت الأمة من منظور عرقي، وسياسي أحياناً أخرى.

## الاجتماع العام الأول
في حزيران عام 1935، وبعد أن أصبح انتشار الحزب ملموساً في الأوساط الشبابية والثقافية، أقام سعادة الاجتماع العام الأول رغم سرية الحزب، وفي هذا الاجتماع ألقى خطاباً مكتوباً هـو من أهم الوثائق الفكرية في العقيدة السورية القومية الاجتماعية، ودليل عمل حركة النهضة القومية الاجتماعية التي يهدف إليها الحزب، لكن سلطات الانتداب الفرنسي سرعان ما اكتشفت أمر الحزب نتيجة معلومة نقلها رئيس الجامعة الأميركية إلى السلطة الفرنسية، فاعتقلت في 16 تشرين الثاني 1935 سعادة وعدداً من الأعضاء بتهمة تشكيل جمعية سرية والإخلال بالأمن العام والإضرار بأمن الدولة وتغيير شكل الحكم، فأصدرت سلطات الانتداب الفرنسي قراراً بسجنه ستة أشهر، أكمل خلالها كتابة مؤلفه العلمي «نشوء الأمم» الذي صدرت طبعته الأولى عام 1938. وخرج من السجن في 12 أيار 1936.

## اعتقاله
اعتقلت سلطات الانتداب سعادة مرة ثانية في 30 حزيران 1936 (أي بعد أسابيع من الإفراج عنه) لأن مشروع سعادة أصبح يهدد السياسة الاستعمارية الفرنسية بفصل لبنان عن سوريا التاريخية، وتشكيل لبنان كقدم لفرنسا في الشرق الأوسط، وظل في السجن إلى 12 تشرين الثاني 1936 وخلال هذه الفترة أنجز سعادة كتابه شرح مبادئ الحزب وغايته.
أعيد اعتقاله في 9 آذار 1937 وظل في السجن حتى 15 أيار 1937. وفي 14 تشرين الأول 1937 أصدر جريدة النهضة التي استقطبت النخبة الثقافية الشابة في تناول السياسة الخارجية والأمور الفكرية والردّ على القوى السياسية المناوئة، وقد حظيت ردود سعادة القومية على البطريرك الماروني والأحزاب الانعزالية في لبنان والشام باهتمام كبير من مختلف الأوساط.

### حظر ممارسة العمل الحزبي
في 11 حزيران 1938 غادر سعادة الوطن في جولة على فروع الحزب في المغتربات. وسافر براً من بيروت إلى الأردن ومنها إلى فلسطين، حيث اجتمع مع السوريين القوميين الاجتماعيين في عمان وفي حيفا. ثم إلى قبرص وألمانيا، ومنها سافر إلى البرازيل، حيث استقر في سان باولو مرتع صباه (كانون الأول 1938). وفور مغادرته بيروت قامت سلطات الانتداب بمداهمة مركز الحزب، وعطلت صحيفة النهضة، وحظرت على السوريين القوميين الاجتماعيين ممارسة العمل الحزبي، كما أصدرت مذكرة قضائية بمحاكمة سعادة.
سجن شهراً في البرازيل بضغط من فرنسا، فغادر إلى الأرجنتين بعد خروجه وومكث فيها حتى أيار 1940 وظل في مغتربه القسري حتى عام 1947 وأصدر خلال هذه الفترة جريدة «الزوبعة».

## محاكمته وإعدامه
بعد جلاء القوات الفرنسية عام 1946 حاول سعادة العودة إلى لبنان لكن تحالف بشارة الخوري (رئيس الجمهورية) ورياض الصلح (رئيس الحكومة) كان يعرقل عودته بحجة الحكم القضائي الصادر بحقه منذ أيام الانتداب.
في 2 آذار 1947 وصلت طائرة سعادة إلى بيروت فأصدرت الحكومة اللبنانية في أعقاب الاستقبال الكبير مذكرة توقيف بحقه وألغتها في تشرين الأول 1947.
أطلق حركـة مواجهة قومية شاملة خلال حرب فلسطين 1948. وكان رد فعل الحكومة اللبنانية مباشراً، إذ أصدرت سلسلة قرارات منعت بموجبها الحزب من عقد الاجتماعات العلنية وحدثت عدة صدامات بين أعضاء الحزب والسلطة خلال احتفالات آذار 1949 وبعد الانتخابات البرلمانية الملغاة لجأ على إثرها سعادة إلى دمشق. استقبله حسني الزعيم، وبعد شهر، سلمه للسلطات اللبنانية وفق صفقة يوم 7 تموز 1949 فحاكمته وأعدمته فجر يوم 8 يوليو (تَمُّوز) 1949.

## وصلات خارجية
- أنطون سعادة على موقع أرشيف الشارخ.
- أنطون سعادة على موقع الموسوعة البريطانية (الإنجليزية)
- الآثار الكاملة: 5400 صفحة تشمل كتابات سعادة مبوبة بفهرس أنطون سعادة
- موقع عن انطون سعادة
- موقع عن انطون سعادة
- انطون سعادة
- فيديو لعودة أنطون سعادة للبنان في آذار/مارس 1947
- الدولة السورية القومية الاجتماعية